# 国府町府中
国府町府中（こくふちょうこう）は、徳島県徳島市の町名。国府地区に属している。郵便番号は779-3122。
地名の通り、古代には阿波国国府があり、「府中」と書いて「こう」と読むのは、江戸時代に「府中（ふちゅう）＝不忠」に通じるのを嫌った徳島藩が、「国府」にかけ、かつ「孝」に通じるよう読ませた為と言われている。

## 地理
徳島市の北西部に位置。北は国府町日開、東は国府町和田・国府町早淵、南は国府町中、西は国府町観音寺と接する。鮎喰川左岸の沖積平野に位置し、標高は6.0〜7.8m。北から南へJR徳島線・国道192号・伊予街道が東西に走り、国府町地区の中心集落として市街地化が進む。

## 歴史
古代の名方郡条理地割がよく残り、古代阿波国の国衙が置かれ、九反田・京田・弐反地・御共田・御所ノ池・若宮・北門・城ノ内・市ノ窪などの国府に関係あると考えられる旧小字がある。旧小字の宇田淵にある大御和神社は式内社であり、国府町地区の氏神である。
1967年（昭和42年）に名東郡国府町が徳島市に編入し、現在の町名となった。

## 世帯数と人口
2022年（令和4年）9月1日現在の世帯数と人口は以下の通りである。
| 町丁       | 世帯数    | 人口    |
| ---------- | --------- | ------- |
| 国府町府中 | 1,150世帯 | 2,544人 |

## 小・中学校の学区
市立小・中学校に通う場合、学区は以下の通りとなる。
| 番地 | 小学校             | 中学校             |
| ---- | ------------------ | ------------------ |
| 全域 | 徳島市立国府小学校 | 徳島市立国府中学校 |

## 交通

### 鉄道路線
- 四国旅客鉄道（JR四国）
徳島線
中心となる駅：府中駅

### 道路
一般国道
- 国道192号

都道府県道
- 徳島県道123号神山国府線
- 徳島県道152号府中停車場線
- 徳島県道205号西黒田府中線
- 徳島県道232号平島国府線

### 路線バス
徳島バス
- 府中

## 施設
- 大御和神社
- 阿波の藍染しじら館（こくふ街角博物館）
- 徳島西郵便局
- 徳島市立国府中学校
- 長生堂製薬